# ۱۹۵۱

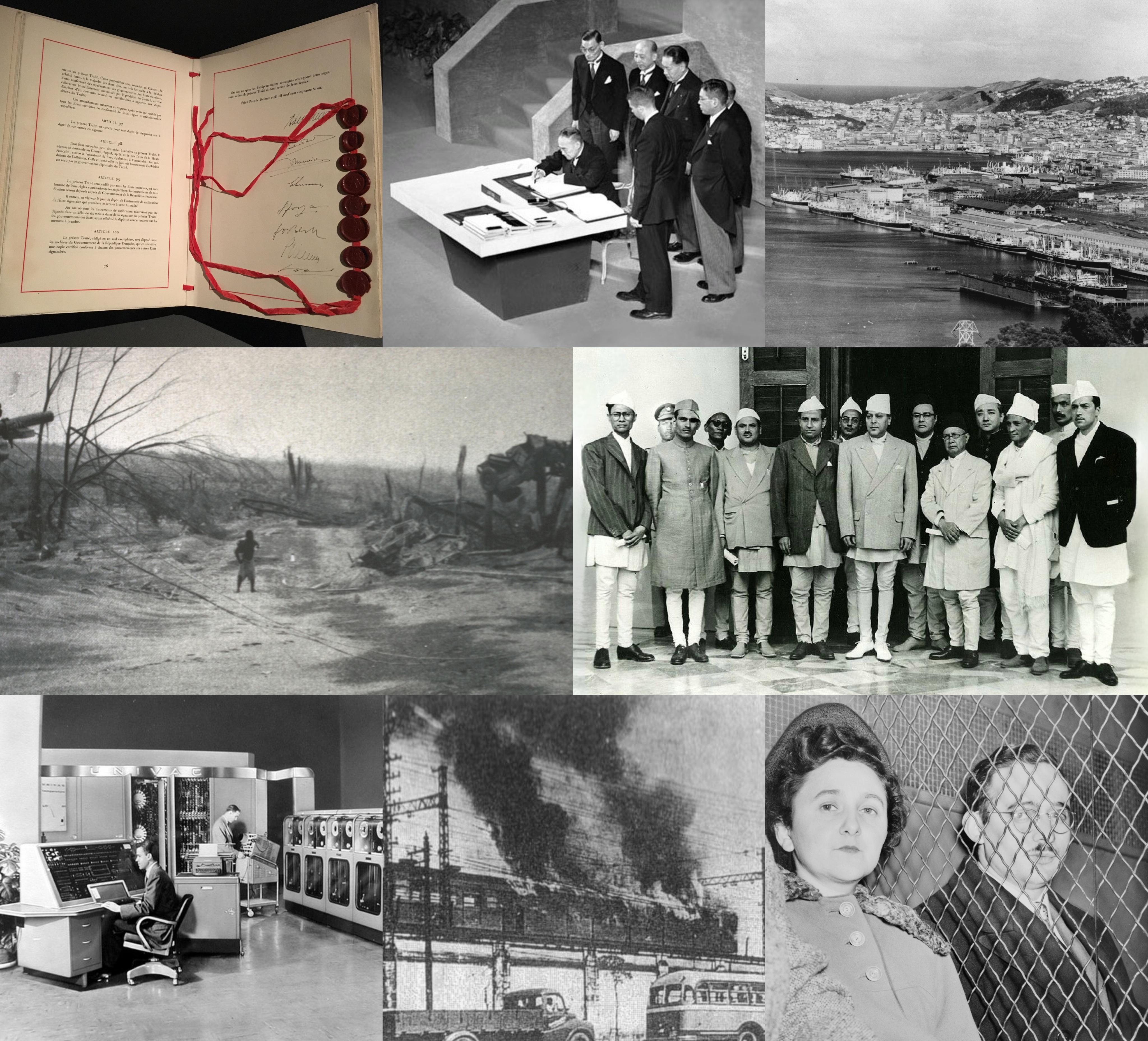

سال ۱۹۵۱ (هزار و نهصد و پنجاه و یک) میلادی، دومین سال از دهه ۱۹۵۰ در  سده ۲۰ میلادی بود.

## زادروزها
- ۳۱ ژانویه - فیل کالینز موسیقی‌دان بازیگر و خواننده انگلیسی
- ۲۱ فوریه - گوردن براون پنجاهمین نسخت وزیر بریتانیا
- ۱۶ مه - امانوئل تود نویسنده، جامعه‌شناس و جمعیت‌شناس فرانسوی
- ۸ اوت - محمد مرسی نخستین رئیس جمهور مصر بعد از انقلاب مصر (۲۰۱۱) و پنجمین رئیس جمهور تاریخ مصر که در ۳ ژوئیه ۲۰۱۳ توسط کودتای نظامی ارتش مصر از قدرت خلع شد.
- ۲۶ اوت - ادوارد ویتن فیزیکدان و ریاضی‌دان آمریکایی
- ۲ اکتبر - استینگ خواننده آمریکایی
- ۶ ژانویه – کیم ویلسون، موسیقی‌دان و خواننده آمریکایی
- ۳۰ ژانویه – فیل کالینز، بازیگر بریتانیایی
- ۱۳ فوریه – دیوید ناتن، بازیگر آمریکایی
- ۱۴ فوریه – کوین کیگان، بازیکن فوتبال بریتانیایی
- ۱۹ فوریه – محمد طاهر القادری، زبان‌شناس، نویسنده، مترجم، و سیاست‌مدار پاکستانی
- ۲۲ فوریه – الن گرین، بازیگر و خواننده آمریکایی
- ۲۳ فوریه – پاتریشیا ریچاردسون، بازیگر آمریکایی
- ۲۴ فوریه – دبرا جو روپ، بازیگر آمریکایی
- ۱۷ مارس – کرت راسل، بازیکن بیسبال، بازیگر، و صداپیشه آمریکایی
- ۲۵ مارس – جان کیرک، دوچرخه‌سوار اهل بریتانیا (ز. ۱۸۹۰)
- ۲۶ مارس – کارل ادوین ویمن، فیزیک‌دان آمریکایی
- ۸ آوریل – گیر هارده، سیاست‌مدار آیسلندی
- ۴ مه – جکی جکسون، خواننده آمریکایی
- ۱۴ مه – رابرت زمکیس، فیلمنامه‌نویس، تهیه‌کننده، و کارگردان آمریکایی
- ۳۰ مه – استیون توبولوسکی، فیلمنامه‌نویس، بازیگر، نویسنده، و کارگردان آمریکایی
- ۸ ژوئن – بانی تایلر، خواننده اهل ولز
- ۲۱ ژوئن – نیلز لوفگرن، خواننده آمریکایی
- ۲۹ ژوئن – دن روزا، نویسنده آمریکایی
- ۶ ژوئیه – جفری راش، بازیگر استرالیایی
- ۸ ژوئیه – آنجلیکا هیوستون، صداپیشه، بازیگر، و کارگردان آمریکایی
- ۹ ژوئیه – کریس کوپر (بازیگر)، بازیگر آمریکایی
- ۱۲ ژوئیه – شریل لاد، بازیگر و خواننده آمریکایی
- ۱۸ ژوئیه – الیو دی روپو، شیمی‌دان و سیاست‌مدار بلژیکی
- ۲ اوت – اندرو گلد، گیتاریست و خواننده آمریکایی
- ۳ اوت – جی نورث، بازیگر آمریکایی
- ۲۰ اوت – گرگ بیر، نویسنده آمریکایی
- ۲۴ اوت – اورسن اسکات کارد، نویسنده آمریکایی
- ۲۵ اوت – راب هالفورد، خواننده بریتانیایی
- ۵ سپتامبر – مایکل کیتون، صداپیشه، بازیگر، خواننده، و کارگردان آمریکایی
- ۱۷ سپتامبر – کاساندرا پیترسون، مجری تلویزیونی، بازیگر، رقاص، و مدل آمریکایی
- ۲۱ سپتامبر – اصلان ماسخادوف، سیاست‌مدار روسی (د. ۲۰۰۵)
- ۵ اکتبر – باب گلداف، خواننده-ترانه‌سرا، بازیگر، خواننده، و نویسنده ایرلندی
- ۲۵ اکتبر – ریچارد لوید (گیتاریست)، گیتاریست و خواننده آمریکایی
- ۳۰ اکتبر – هری هملین، بازیگر آمریکایی
- ۴ نوامبر – ترایان باسسکو، سیاست‌مدار رومانییی
- ۹ نوامبر – لو فریگنو، بازیگر آمریکایی

تاریخ نامعلوم
- آزاده شفیق : دختر اشرف پهلوی .

## درگذشت‌ها
- ۱۸ فوریه – اتو برمر، بانک‌دار و بشردوست آلمانی-آمریکایی (ز. ۱۸۶۷)
- ۱۹ فوریه - آندره ژید نویسنده معروف فرانسوی
- ۹ آوریل‌‌ - صادق هدایت نویسنده‌ معروف ایرانی
- ۲۹ آوریل - لودویگ ویتگنشتاین
- ۷ ژانویه – رنه گنون، نویسنده فرانسوی (ز. ۱۸۸۶)
- ۱۳ فوریه – لوید سی. داگلاس، نویسنده آمریکایی (ز. ۱۸۷۷)
- ۱۰ مارس – کیجورو شیده‌هارا، سیاست‌مدار و دیپلمات ژاپنی (ز. ۱۸۷۲)
- ۲۳ آوریل – چارلز گیتس دویز، سیاست‌مدار، دیپلمات، و پیانیست آمریکایی (ز. ۱۸۶۵)
- ۷ مه – وارنر بکستر، بازیگر آمریکایی (ز. ۱۸۸۹)
- ۲۹ مه – فنی بریک، بازیگر، موسیقی‌دان، و خواننده آمریکایی (ز. ۱۸۹۱)
- ۱۵ اوت – آرتور اشنابل، آهنگساز و پیانیست اتریشی (ز. ۱۸۸۲)
- ۲۸ اوت – رابرت واکر (هنرپیشه)، بازیگر آمریکایی (ز. ۱۹۱۸)
- ۱۲ اکتبر – لیون ارول، بازیگر استرالیایی (ز. ۱۸۸۱)
- ۴ نوامبر – ارنستو امبروسینی، ورزشکار دو و میدانی اهل ایتالیا (ز. ۱۸۹۴)